# Interstate '76
Interstate '76 es un videojuego de combate vehicular para Microsoft Windows. Fue desarrollado y publicado por Activision y estrenado en 1997.
El juego está ambientado en el Sureste de Estados Unidos en una ucronía del año 1976, en el que la crisis del petróleo de 1973 fue peor. Todos los vehículos del juego están basados en coches reales.

## Modos de juego
Hay cuatro modos de juego disponibles: el "T.R.I.P." (un acrónimo para "Producción Interactiva Recreativa Total"), el cual sigue a los protagonistas del juego en su viaje; "Multi Melee", un deathmatch on-line; "Coche Melee", un deathmatch contra el ordenador; y "Escenarios", cortas aventuras que están presentadas por los protagonistas del juego. La diferencia primaria entre los escenarios y el T.R.I.P. es que el jugador tiene una elección más amplia en el modo escenario. Los vehículos del juego son reproducciones fieles de varios coches y camiones de la época, aunque los nombres han sido cambiados.
El juego está basado en el motor utilizado por Activision en su juego  MechWarrior 2: Combate del siglo XXXI, y requiere algo de estrategia, ya que el jugador tiene que equilibrar las armaduras y la munición del arma del vehículo. En el modo historia del juego, el jugador también puede equiparse con los elementos que sueltan los rivales.

## Desarrollo
El diseñador Zack Norman dijo: "La idea provino de un deseo de utilizar el motor de Mechwarrior en vehículos más realistas".

## Recepción
Interstate '76 fue subcampeón del Computer Gaming World de 1997 como "Juego de Acción del Año", que fue ganado por Quake II.
Interstate '76 también fue finalista de los premios de la Academia de Ciencias de Artes Interactivas de 1997 en la categoría de música pero ese año ganó PaRappa el Rapero.

## Legado
Interstate '76 engendró una precuela, Nitro Pack, y una secuela directa, Interstate '82, así como el juego Vigilante 8 para consolas y una versión con mejores gráficos llamada Interstate '76: Gold Edition.
Los derechos para hacer una película fueron adquiridos en 1998 por 20th Century Fox.